# Video On Line
Video On Line è stato uno dei primi Internet Service Provider italiani. Fondata a Cagliari dall'editore Nicola Grauso nel 1993, l'azienda fu venduta nel 1996 a Telecom Italia.

## Storia
La storia di Video On Line inizia ufficialmente il 4 dicembre 1994, ma le sue origini vanno ricercate nel forte legame con il centro di ricerche CRS4, allora guidato dal premio nobel Carlo Rubbia che era stato direttore del CERN dove lo stesso World Wide Web è nato.
Con la collaborazione del CRS4 infatti l'editore Nicola Grauso mise online il quotidiano locale L'Unione Sarda nel marzo 1994, primo giornale in Europa.
Nei mesi seguenti alla messa online ebbe luogo una massiccia campagna di marketing e promozione, con la diffusione del dischetto di accesso a Internet in omaggio con vari periodici, tra cui Panorama, Topolino, Il Sole 24 Ore e l'offerta di accesso completamente gratuito ad internet per alcuni mesi tramite numero verde. In particolare quest'ultima offerta generò numerose polemiche perché per avere diritto all'accesso gratuito occorreva rispondere a un questionario che chiedeva informazioni personali e sulla propria attività lavorativa. La campagna pubblicitaria ebbe comunque il successo sperato e nel 1995 Video On Line era già il principale fornitore di accesso ad Internet con circa 15.000 abbonati, equivalente al 30% degli utenti italiani.
Il progetto attirò anche l'attenzione di Nicholas Negroponte, direttore famoso centro di ricerche MediaLab al Massachusetts Institute of Technology, che volle firmare un contratto di ricerca con Video On Line, per progetti innovativi relativi all'elaborazione del linguaggio naturale e allo sviluppo di agenti intelligenti. Nonostante questi risultati incoraggianti, lo stesso Grauso ammise di non avere un chiaro mercato o modello di business, operando più come inventore che come innovatore: "Non stavo facendo del business ma esplorando".
L'utopica conduzione degli investimenti da parte di Grauso portò in breve tempo Video On Line vicino al dissesto finanziario. Il debito principale era nei confronti di Telecom Italia, fornitore principale della struttura di telecomunicazioni e delle linee a numero verde per la connessione gratuita. L'allora monopolista delle telecomunicazioni acquisì Video On Line nel giugno 1996. L'operazione si realizzò tecnicamente attraverso la fusione di Video On Line con Telecom On Line (divisione di Telecom Italia), dalla quale nacque l'unità business Tin.it. La fusione fu consentita dall'Autorità garante della concorrenza e del mercato sotto diverse condizioni.

## Servizi

La home page di Video On Line nel 1996.

Tra le innovazioni di Video On Line è da ricordare il browser web Tiber (di cui VOL era il distributore), sviluppato dalla società californiana Teknema, uno dei pochi presenti all'epoca sul mercato, nonché quello disponibile in più lingue.
Il sito di Video On Line era un portale generalista ante litteram: dalla home page dava accesso ad un motore di ricerca, ad un catalogo di aziende in rete, a forum, chat, siti informativi legati all'arte, ai musei, al turismo. Il sito era tradotto in 26 lingue diverse, incluso l'arabo, il greco e altre lingue non indoeuropee, primato quasi mai raggiunto in seguito. La tendenza multilingue e multinazionale faceva parte della visione di Grauso, implementata attraverso il VOL Case, ovvero una valigetta contenente tutti i servizi necessari per attivare un provider Video On Line offerta ad altre nazioni, tra i cui acquirenti ci fu anche «Czech On Line», il provider ceco creato esportando le tecnologie di VOL.
Tra i servizi introdotti da Video On Line vanno ricordati VOLmail, la prima Webmail commerciale (cioè al di fuori del circuito delle università) disponibile sul web, il motore di ricerca VOLume, Rete! il più completo sito sul calcio, e VOLftp, il servizio FTP che, in concorrenza con l'americano Tucows, permetteva di scaricare migliaia di software gratuiti. VOLftp disponeva di una redazione nutrita, guidata da Franco Saiu, e fu il punto di riferimento per il software freeware e shareware in Italia attraverso rubriche, newsletter e l'area di promozione dei programmatori italiani.
VOLftp, con il servizio Cargo, scaricava software da server stranieri su richiesta degli utenti di Video On Line e li rendeva disponibili dai propri server per consentire il massimo della velocità agli utenti (al tempo ancora a 14.400, 28.800 e 33.600 kpb). VOLftp non venne ceduto a Telecom ma restò alla società Exol SpA; nel corso del tempo ha vissuto acquisizioni e cessioni, dapprima con Arnoldo Mondadori Editore e poi con Tiscali.